# Nemaspela kotia
Espèce
Nemaspela kotia est une espèce d'opilions dyspnois de la famille des Nemastomatidae.

## Distribution
Cette espèce est endémique d'Iméréthie en Géorgie. Elle se rencontre à Tchiatoura dans la grotte Kotia.

## Description
Les mâles mesurent 1,8 et 2,0 mm et les femelles 1,9 et 2,0 mm.

## Systématique et taxinomie
Cette espèce a été décrite par Martens, Maghradze et Barjadze en 2023.

## Étymologie
Son nom d'espèce lui a été donné en référence au lieu de sa découverte, la grotte Kotia.

## Publication originale
- Martens, Maghradze & Barjadze, 2023 : « An additional species of the genus Nemaspela Šilhavý, 1966 from a cave in Georgia, with a note on Nemaspela melouri (Opiliones: Nemastomatidae). » Zootaxa, no 5293(2), p. 361–370.